# Фондација Фридрих Еберт
Фондација Фридрих Еберт је немачка политичка фондација повезана са Социјалдемократском партијом Немачке, али независна од ње. Основана 1925. године као политичко наслеђе Фридриха Еберта, првог демократски изабраног председника Немачке, највећа је и најстарија немачка политичка фондација.
Има седиште у Бону и Берлину, као и канцеларије и пројекте у преко 100 земаља, укључујући Србију. Најстарија је немачка организација која промовише демократију, политичко образовање и ученике изузетних интелектуалних способности и личности.